# Texananus contaminatus
Texananus contaminatus är en insektsart som beskrevs av Rauno E. Linnavuori 1959. Texananus contaminatus ingår i släktet Texananus och familjen dvärgstritar. Inga underarter finns listade i Catalogue of Life.